# Arthur 2: On the Rocks
Arthur 2: On the Rocks (bra: Arthur: O Milionário Arruinado ou Arthur 2, o Milionário Arruinado) é um filme de comédia estadunidense de 1988 e a sequência do filme de 1981 Arthur. Os atores principais Dudley Moore e Liza Minnelli reprisaram seus papéis. John Gielgud, que ganhou um Óscar por seu papel no filme original, reaparece brevemente em uma visão de Arthur durante um estupor de embriaguez. O filme é co-estrelado por Kathy Bates como uma mulher que ajuda Arthur e Linda a adotar um bebê. Quase todo o elenco do primeiro filme reprisou seus papéis, exceto Jill Eikenberry, que estava ocupada filmando LA Law na época. Por causa disso, o personagem de Susan foi interpretado por Cynthia Sikes em seu lugar.
Burt Bacharach também voltou para a trilha sonora do filme. A trilha sonora também apresenta canções de artistas populares, incluindo OMD e Kylie Minogue. Embora ainda seja uma comédia, On the Rocks é notavelmente mais sombrio do que seu antecessor. O filme recebeu críticas mistas e negativas e também foi uma decepção financeira quando comparado ao original de maior sucesso.

## Enredo
- Fonte:[4]

Quase cinco anos após os acontecimentos do primeiro filme, Arthur Bach (Dudley Moore) é casado com Linda (Liza Minnelli). O novo assistente de Arthur é um homem amigável, mas tenso, chamado Fairchild (Paul Benedict), e embora Arthur goste de pregar peças em Fairchild, ele ainda sente muita falta de Hobson. Arthur e Linda têm um casamento feliz, mas não sem problemas. Arthur ainda é alcoólatra e Linda é informada por um médico que ela não pode ter filhos. Os dois decidem adotar uma criança em vez de uma mulher chamada Sra. Canby (Kathy Bates), no entanto, a bebida de Arthur é um motivo de preocupação.
Pouco depois disso, Arthur é informado por seu pai que a empresa da família passou por uma fusão de negócios com Burt Johnson (Stephen Elliott), o bilionário vingativo pai de Susan Johnson (Cynthia Sikes), ex-noiva de Arthur. A família Bach conseguirá manter sua riqueza e estilo de vida, mas somente se Arthur for cortado de sua fortuna de US$ 750 milhões. Arthur confronta Burt sobre isso, e Burt diz a ele que ele pode ter seu dinheiro de volta com uma condição: divorciar-se de Linda e se casar com Susan. Arthur se recusa, pois ama Linda mais do que seu estilo de vida luxuoso.
Agora falidos, Arthur e Linda vão morar com o pai de Linda, Ralph (Barney Martin) e Linda volta para seu antigo emprego como garçonete. As coisas estão indo bem no início, mas Burt está determinado a deixar Susan feliz, então ele compra o prédio onde eles estão morando e força Arthur e Linda a irem embora. Agora sem-teto, Arthur e Linda se mudam para um apartamento miserável e Arthur tenta ficar sóbrio para encontrar um emprego, sabendo que as finanças ruins podem arruinar qualquer chance que eles tenham de adotar um bebê. Depois que o proprietário fica com pena dele, Arthur encontra trabalho em uma loja de ferragens, mas Burt compra a loja e manda Arthur demitir.
Susan chega ao apartamento de Arthur e Linda e diz a Linda que se ela realmente quer o melhor para Arthur, ela deve deixá-lo. Susan também diz a Linda que ela pode ter filhos, e Linda não. Percebendo que Arthur está sofrendo porque não quer deixá-la ir, uma Linda, arrasada, volta a morar com seu pai e deixa um bilhete para Arthur dizendo que ele deveria se casar com Susan e viver uma vida confortável. Desanimado por ter perdido Linda e ainda sem vontade de se casar com Susan, Arthur volta a beber e acaba morando nas ruas. Em seu ponto mais baixo, Arthur tem uma visão de Hobson (John Gielgud) e Hobson diz a ele que ele não pode desistir, porque ele sabe que Arthur terá um filho, e Arthur deve estar lá para ele.
Determinado a se vingar dos Johnsons, Arthur fica sóbrio novamente e aprende com sua avó, Martha (Geraldine Fitzgerald), que Burt fez muitos inimigos que estão sujos dele. Arthur se encontra com várias pessoas cujas vidas foram arruinadas por Burt Johnson e fica sabendo de um esquema de fraude e extorsão pelo qual Burt era responsável. Arthur entra furtivamente no iate de Burt e o confronta, exigindo que eles deixem ele e Linda sozinhos. Burt e seus amigos riem de Arthur, admitindo abertamente que as alegações são verdadeiras, mas o estatuto de limitações expirou e as provas são inúteis. Arthur dá um soco no estômago de Burt, e Burt tenta matar Arthur com um revólver. No entanto, percebendo que o dinheiro não pode levar tudo para ela, Susan defende Arthur pela primeira vez e diz a seu pai para devolver o dinheiro a Arthur ou ela contará a sua mãe sobre seus casos. Burt relutantemente concorda, e Arthur agradece a Susan antes de sair para colocar sua vida em ordem.
Arthur procura Linda e diz a ela que não apenas recuperou seu dinheiro, mas também garantiu a adoção de uma criança. Linda e Arthur se reúnem e a Sra. Canby chega com sua filha adotiva, uma menina. Arthur está confuso porque Hobson disse a ele que ele teria um filho. No entanto, Linda surpreende Arthur com a notícia de que, afinal, ela está grávida. Os dois voltam para casa e Fairchild joga uma piada com Arthur pela primeira vez. Arthur diz a Fairchild para empacotar suas coisas, e Fairchild, supondo que ele foi demitido, o faz. No entanto, Arthur diz a ele que ele não é demitido, apenas muda de quarto. Ele o mostra seu novo quarto, o quarto que costumava pertencer a Hobson.

## Elenco
- Dudley Moore como Arthur Bach
- Liza Minnelli como Linda Marolla Bach
- John Gielgud como Hobson
- Geraldine Fitzgerald como Martha Bach
- Kathy Bates como Sra. Canby
- Paul Benedict como Fairchild
- Stephen Elliott como Burt Johnson
- Cynthia Sikes como Susan Johnson
- Ted Ross como Bitterman
- Barney Martin como Ralph Marolla
- Thomas Barbour como Stanford Bach
- Jack Gilford como Sr. Butterworth
- Ron Canada como Bartender

## Recepção
O filme recebeu críticas geralmente negativas dos críticos e detém uma classificação do Rotten Tomatoes de 13% com base em 23 críticas. The Washington Post opinou que “o resultado é tão engraçado quanto a situação de um alcoólatra”.
Liza Minnelli ganhou o Prêmio Framboesa de Ouro de 1988 de “Pior Atriz” do ano, por atuar no filme e também por Rent-a-Cop.

### Bilheteria
O filme não foi um sucesso de bilheteria e foi ofuscado pelo lançamento de Who Framed Roger Rabbit (Uma Cilada para Roger Rabbit, no Brasil, e Quem Tramou Roger Rabbit?, em Portugal). Ele arrecadou US$ 14,7 milhões em vendas de ingressos estadunidenses, em comparação com os US$ 95,5 milhões do filme original.